# Johann Wilhelm Michaelis
Johann Wilhelm Michaelis (* 1677 in Jüterbog oder Wittenberg; † 19. Dezember 1736 in Stargard) war ein deutscher Kupferstecher.

## Leben
Johann Wilhelm Michaelis erhielt seine Ausbildung in Hamburg, wo er anfangs auch arbeitete. Über Berlin und Frankfurt (Oder) kam er schließlich 1707 nach Stargard in Pommern, wo er im Juli 1727 das Bürgerrecht erwarb und heiratete.
1706 stach er nach der Vorlage von Leonhard Christoph Sturm eine Karte von Frankfurt (Oder).
Für die Chronik und hinterpommersche Kirchengeschichte des Stargarder Generalsuperintendenten Günter Heyler schuf er 22 Kupfertafeln. Die Chronik blieb jedoch ungedruckt. Um 1720 schuf er eine Karte von Pommern, die heute an der Universität Greifswald aufbewahrt wird.
Johann Wilhelm Michaelis wurde in der Stargarder Heilig-Geist-Kirche bestattet.

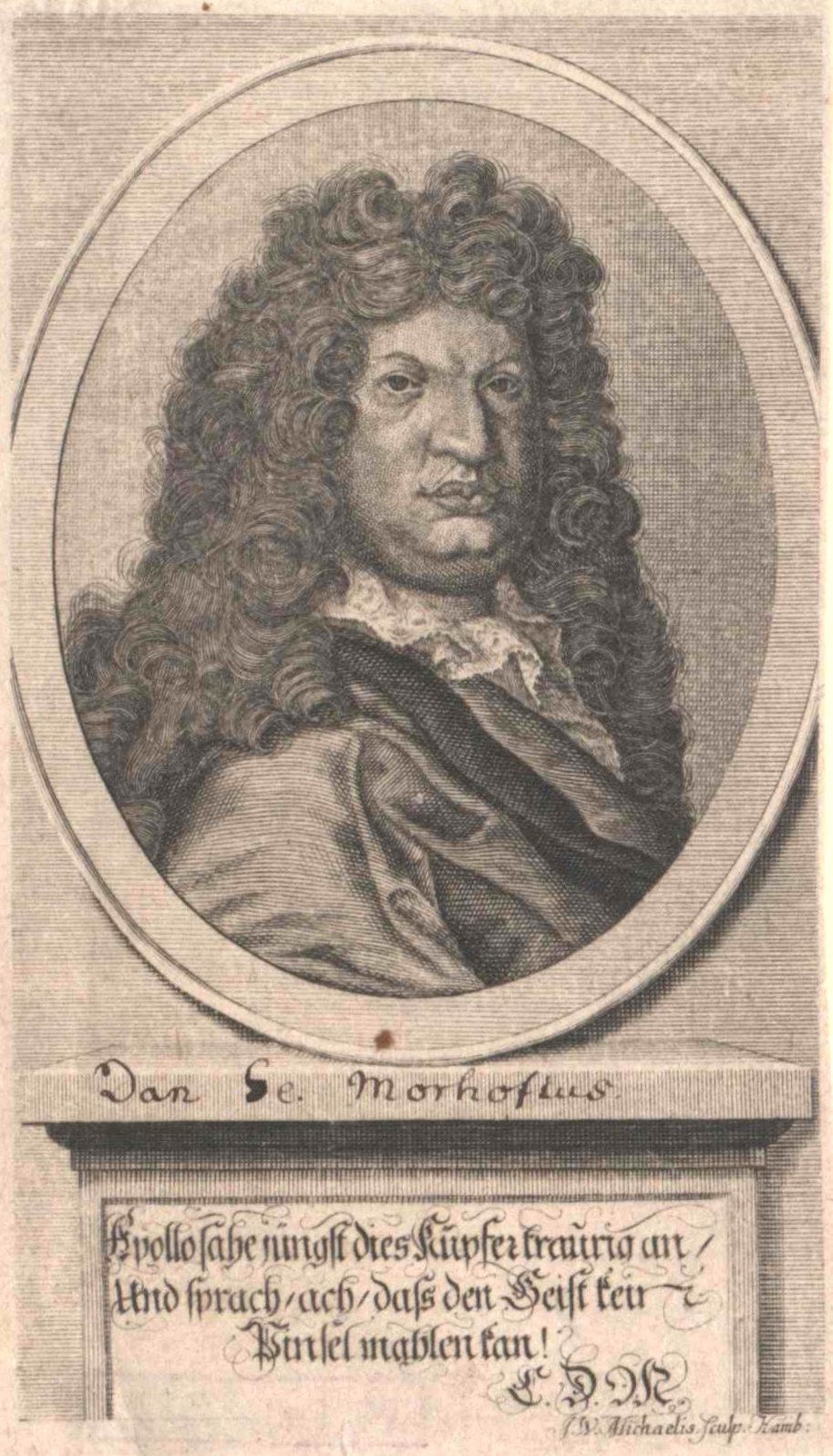
Daniel Georg Morhof
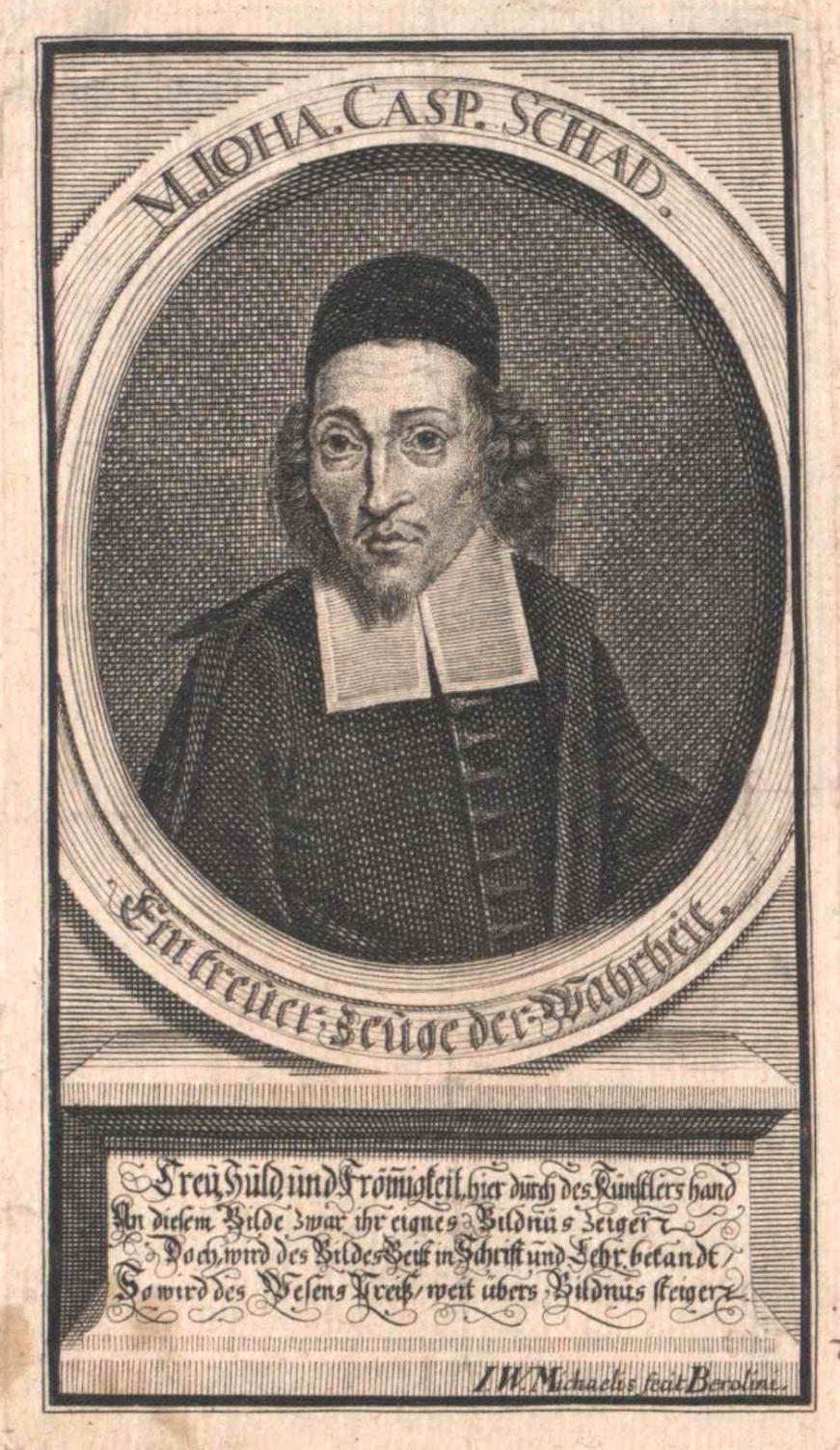
Johann Kaspar Schade